# Isisaurus
Isisaurus („Ještěr Indického statistického institutu“) byl rod sauropodního býložravého dinosaura z kladu Lithostrotia, který žil v období svrchní křídy (geologický stupeň maastricht, asi před 70 miliony let) na území dnešní západní Indie (stát Maháráštra) a možná také na území současného západního Pákistánu.

## Historie
Fosilní materiál typového exempláře (katalogové označení ISI R 335/1-65) byl objeven mezi roky 1984 a 1986 indickými paleontology Sohanem Lal Jainem a Saswatim Bandyopadhyayem a jedná se o poměrně kompletní postkraniální kostru. Fosilie byly objeveny na lokalitě Dorgangaon v sedimentech geologického souvrství Lameta na území státu Maháráštra v centrálně-západní části Indie. Stejní vědci tento materiál v roce 1997 popsali pod jménem Titanosaurus colberti na počest amerického paleontologa Edwina H. Colberta. V roce 2003 však paleontologové Jeffrey A. Wilson a Paul Upchurch rozeznali odlišnost materiálu od fosilií rodu Titanosaurus a stanovili nové rodové jméno Isisaurus.

## Popis
Na základě tvaru fosilních kostí můžeme usuzovat, že isisauři měli relativně krátký a vertikálně vzpřímený krk a dlouhé přední nohy, takže se příliš nepodobali žádnému jinému indickému sauropodovi (jako by rod Jainosaurus nebo Titanosaurus). Patřil ke středně velkým až větším sauropodům, jeho kost pažní (humerus) měřila na délku asi 148 cm, lopatka (scapula) 108 cm a kost pažní (ulna) kolem 80 cm. Celková hmotnost isisaura podle odhadů činila zhruba 14 000 kg a délka asi 14 až 18 metrů.

## Paleoekologie
Ve fosilním trusu (koprolitech), přisuzovaném rodu Isisaurus, byly objeveny mikrofosilie spor hub, které napadají listy různých druhů stromů. Z toho vědci usuzují, že tito sauropodi okusovali právě větve a listy různých druhů dřevin, rostoucích v jejich ekosystémech.
Predátorem těchto dinosaurů (zejména pak jejich mláďat) mohl být velký abelisauridní teropod druhu Rajasaurus narmadensis.

## Systematika
Isisaurus spadal do kladu Lithostrotia a mohl být zástupcem čeledi Saltasauridae. Mezi jemu blízce příbuzné rody mohl patřit Rapetosaurus a Tapuiasaurus. Dalším blízce příbuzným rodem byl Arackar z Chile.

## Zajímavost
Fosilie tohoto a dalších dinosaurů ze stejného souvrství mohly být již před staletími nevědomky uctívány hinduisty v místních chrámech (například jako božstvo zvané Šarabha).